# Minimal techno
La minimal techno è un filone della musica elettronica e un particolare sottogenere della musica techno, non distante dalla microhouse e dalla glitch techno, sviluppata a partire dai primi anni '90.
Essendo un genere elettronico basato su dei "loop" (ripetizioni di un determinato numero di battute - solitamente 2 o 4 - per un determinato numero di volte - solitamente una strofa è composta da 32 battute -), il tempo più comunemente usato è il 4/4, con un B.P.M. da 124 a 128.
La ripetizione quasi ossessionante delle strofe e la scarsa presenza di variazioni giustifica il termine "minimale" associato a questo genere musicale.
È un genere basato sulla sperimentazione sonora; a ritmiche di batteria elettronica (spesso provenienti dalle Drum Machine Roland TR-808 e TR-909) vengono accostate linee di basso ripetitive. I sintetizzatori vengono usati per riempire lo spettro sonoro o per caratterizzare l'arrangiamento del brano, hi-hats e rides per sviluppare, arricchire e curare le frequenze medio-alte. Molto usato anche il rumore bianco al fine di riempire il mix.
La culla della musica minimal è l'Europa, sia per quanto riguarda la produzione di tale genere che per quanto riguarda gli eventi dedicati. Se in Europa la patria della minimal è indubbiamente la Germania, troviamo comunque una buona diffusione del movimento sia in Italia che in Svizzera, Francia, Spagna, in alcuni paesi balcanici e nell'Europa dell'est. Molto diffusa in America Centrale, soprattutto in Messico e si sta facendo strada anche in America Latina, con i suoi ritmi incalzanti e le sonorità calde accompagnate da tamburi e strumenti a fiato.
Si definiscono spesso minimal techno produzioni ben distanti dalle radici del genere stesso. Il motivo di tutto ciò è che il genere minimal è distante dal mainstream della musica elettronica in voga, quale house o pop dance, e spesso alcuni DJ o case discografiche, tendono a provare a creare nuove sonorità mischiandole con quelle più minimali.
La minimal techno mantiene un pubblico minore, che apprezza per lo più un genere più alternativo e sofisticato, seppur ormai comunque abbastanza conosciuto. Tuttavia molti associano la minimal techno a un genere completamente differente, e spesso si ottiene confusione tra un pubblico che segue o meno tale genere.